# Scheelenborg
Scheelenborg er en gammel hovedgård, som nævnes første gang i 1280. Gården hed Eskebjerg indtil 1680, hvor Friedrich von Vittinghof-Scheel oprettede baroniet Scheelenborg og ændrede gårdens navn. Gården ligger på halvøen Hindsholm i Stubberup Sogn, Bjerge Herred, Kerteminde Kommune. Hovedbygningen er opført i 1843 og blev fredet i 1950.
Scheelenborg Gods er på 539 ha, heraf 467 ha ager, 36 ha skov og 36 ha andet.

## Ejere af Eskebjerg/Scheelenborg
- (1280-1293) Stig Andersen Hvide
- (1293-1315) Anders Stigsen Hvide
- (1315-1340) Stig Andersen Hvide
- (1340-1360) Ove Stigsen Hvide
- (1360-1370) Anders Ovesen Hvide
- (1370-1390) Fikke Moltke
- (1390-1423) Forskellige ejere
- (1423-1603) Kronen
- (1603-1616) Axel Brahe
- (1616-1639) Kirsten Hardenberg gift Brahe
- (1639-1640) Tyge Brahe
- (1640) Anne Tygesdatter Brahe gift Daa / Christence Tygesdatter Brahe gift Lindenov
- (1640-1664) Oluf Daa / Jacob Lindenov
- (1664-1667) Jacob Lindenov / Erik Krag
- (1667-1671) Erik Krag
- (1671-1691) Friedrich von Vittinghof-Scheel
- (1691-1730) Schack Brockdorff
- (1730-1755) Baron Friedrich von Brockdorff
- (1755-1784) Baron Schack von Brockdorff
- (1784-1802) Baron Wilhelm Theophilus Stieglitz-Brockdorff
- (1802-1811) Charlotte Amalie Schacksdatter von Brockdorff gift I. Buchwald(-Brockdorff), II. Stieglitz(-Brockdorff)
- (1811-1859) Lensbaron Carl Juel-Brockdorff
- (1859-1874) Baronesse Sophie Frederikke Wilhelmsdatter von Stieglitz-Brockdorff gift Juel(-Brockdorff)
- (1874-1876) Lensbaron Frederik Carl Wilhelm Niels Adolph Krabbe Juel-Brockdorff
- (1876-1900) Lensbaron Carl Frederik Sophus Vilhelm Juel-Brockdorff
- (1900-1912) Lensbaron Frederik Carl Niels Otto August Juel-Brockdorff
- (1912-1970) Lensbaron Carl Frederik Sophus Vilhelm Juel-Brockdorff II
- (1970-1982) Baron Christian Carl Juel-Brockdorff
- (1982-) Scheelenborg Gods A/S v/a Kjeld Kirk Kristiansen